# Клит Черния
Вижте пояснителната страница за други личности с името Клит.
Клит Черния (на старогръцки: Κλεῖτος ὁ μέλας) е син на Дропид. Неговата сестра Ланике e дойка на Александър III Македонски.
Клит е верен приятел и военачалник при Александър и баща му, Филип II. След убийството на Филип той придружава Александър в похода му в Персия. В битката при Граник през 334 г. пр. Хр. той спасява живота на Александър, когато един персийски сатрап опитва да го убие с брадва.
След няколко години той е освободен от службата му като офицер на кавалерията. През 328 г. пр. Хр. на банкет в Мараканда пийналият Клит започва да обижда Александър. Тогава Александър взема копието от един телохранител и убива Клит.
По-късно Александър съжалявал много за постъпката си. Оттогава той започва да се държи като владетел към доверените му. Много от тях не го критикуват повече открито от страх за живота си.